# Svenska semesterförbundet
Svenska semesterförbundet är ett finländskt förbund som verkar för semesterverksamhet för finlandssvenskar.
Förbundet, som har sitt säte i Karis, grundades 1947 av Finlands svenska Marthaförbund, Samfundet Folkhälsan och Svenska befolkningsförbundet i Finland med uppgift att bland annat bedriva och stöda social semesterverksamhet i semesterhem, som upprätthålls av förbundet. Efter försäljningen av semesterhemmet Storgårds på Kråkö utanför Borgå (2001) har förbundet inte längre några egna semesterhem. Över hälften av förbundets klienter är privatpersoner, till exempel anhörigvårdare, som får ekonomiskt stöd för att kunna ha semester. En del av semesterverksamheten bedrivs i samarbete med svenskspråkiga patientföreningar och andra organisationer på olika håll i Finland.